# Vol interplanétaire
Un vol interplanétaire est le voyage d'un engin spatial  d'une planète à une autre au sein d'un même système planétaire.  Ce type de vol est pratiqué depuis le début des années 1960  au sein du système solaire par des sondes spatiales automatisées à des fins scientifiques. Un vol interplanétaire nécessite de disposer de beaucoup d'énergie pour propulser le vaisseau donc de placer beaucoup de masse en orbite terrestre : cette masse est d'autant plus importante que l'objectif du voyage est distant de la Terre. En pratique, il n'existe pas aujourd'hui de lanceur assez puissant pour lancer un engin par une trajectoire directe vers les planètes du système solaire les plus éloignées. Depuis le début de l'ère spatiale les ingénieurs ont toutefois progressivement raffiné le calcul des trajectoires pour permettre, en utilisant notamment l'assistance gravitationnelle, d'atteindre ces planètes ou de limiter la masse d'ergols emportés pour des destinations plus proches. Des recherches dans le domaine de la motorisation des vaisseaux spatiaux tentent également de réduire la masse d'ergols à emporter : elles ont permis de mettre au point le moteur ionique qui, en contrepartie de poussées très faibles, dispose d'un rendement plus de dix fois supérieur aux moteurs utilisant la combustion chimique : il est aujourd'hui couramment utilisé (Dawn). D'autres techniques prometteuses sont actuellement testées uniquement en laboratoire. Les risques pour l'homme liés au rayonnement cosmique mais également des considérations économiques interdisent aujourd'hui le vol interplanétaire d'un vaisseau spatial habité. Le vol interplanétaire s'oppose au voyage interstellaire (entre deux étoiles) qui reste aujourd'hui du domaine de la théorie.

## Historique du voyage interplanétaire

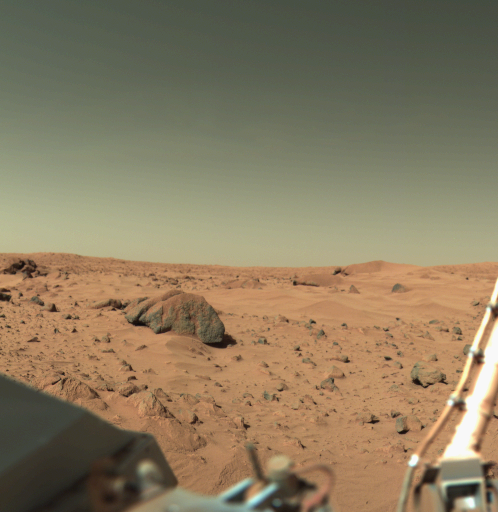
paysage martien photographié par Viking 1 en 1976

Le programme soviétique Venera et le programme américain Mariner ont été les premiers programmes spatiaux d'exploration d'autres planètes, en l'occurrence les planètes internes : Mercure, Vénus et Mars.
Le programme Voyager a quant à lui été le premier programme d'exploration des géantes gazeuses.
Le premier atterrissage réussi sur une autre planète fut Venera 7, en 1970.
La première sonde à se placer en orbite autour d'une autre planète fut Mariner 9, en 1971.  La même année mars 3 fût la première mission a réussir un atterrissage sur Mars.  La mission américaine Viking 1 y parviendra à son tour cinq ans plus tard.

## Missions habitées et voyage interplanétaire
8
10